# Coscinodon arctolimnius
Coscinodon arctolimnius là một loài Rêu trong họ Grimmiaceae. Loài này được (Steere) Steere mô tả khoa học đầu tiên năm 1977.